# Melvin (nome)
Melvin  è un nome proprio di persona inglese maschile.

## Varianti
- Maschili: Melvyn[1]
  - Ipocoristici: Mel
- Femminili: Melva[1]

## Origine e diffusione
Deriva da un cognome scozzese originato probabilmente come variante di Melville. Melville è anch'esso un cognome scozzese, originatosi da un toponimo normanno che significa "brutto accampamento", avente probabilmente origine dai poveri e malridotti accampamenti nel nord della Francia stabiliti da persone in fuga dalla Scozia.

## Onomastico
Il nome è adespota, cioè non è portato da alcun santo. L'onomastico quindi si festeggia il giorno di Ognissanti, che è il 1º novembre.

## Persone

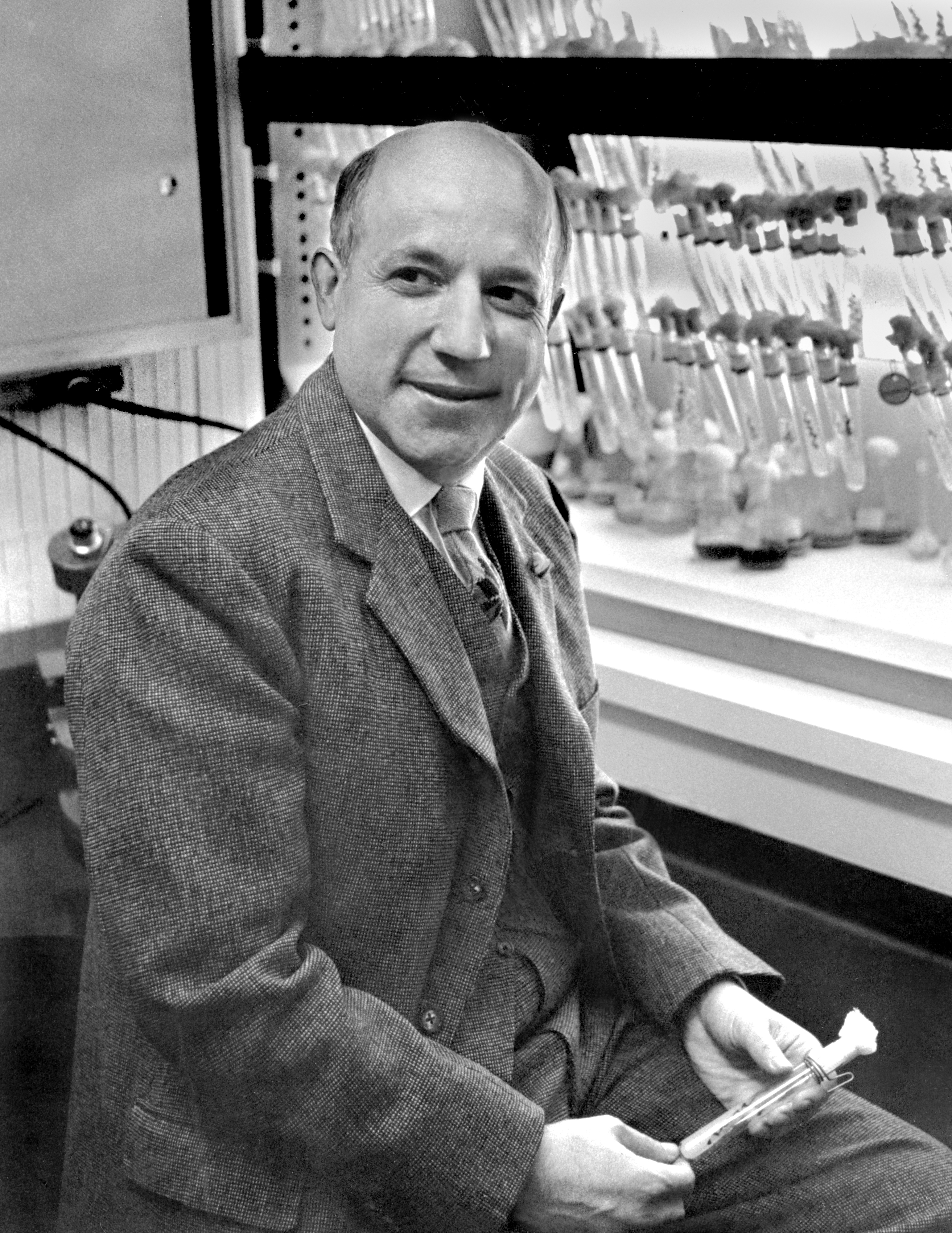
Melvin Calvin

- Melvin Calvin, biochimico statunitense
- Melvin Guillard, artista marziale misto statunitense
- Melvin Ingram, giocatore di football americano statunitense
- Melvin Robert Laird, politico e saggista statunitense
- Melvin Manhoef, artista marziale misto e kickboxer surinamese naturalizzato olandese
- Melvin Purvis, poliziotto e avvocato statunitense
- Melvin Schwartz, fisico statunitense
- Melvin Van Peebles, regista, sceneggiatore, attore e compositore statunitense

### Variante Melvyn

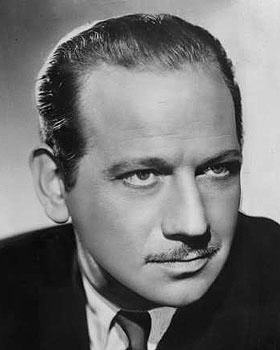
Melvyn Douglas

- Melvyn Douglas, attore statunitense

## Il nome nelle arti
- Melvin è un personaggio interpretato dal comico statunitense Jeff Dunham.
- Melvin è l'antagonista principale del film d'animazione Disney Chicken Little - Amici per le penne.
- Melvin è un personaggio del videogioco Technomage.
- Melvin Devereux è un personaggio del film del 1991 Le porte del silenzio, diretto da Lucio Fulci.
- Melvin Ferd è un personaggio del 1984 Il vendicatore tossico, diretto da Michael Herz e Lloyd Kaufman.
- Melvin Jones è un personaggio del film del 1952 Attente ai marinai, diretto da Hal Walker.
- Melvin Peabody è un personaggio della serie animata I Dalton.
- Melvin Van Horne, più noto come Telespalla Mel, è un personaggi della serie animata I Simpson.
- Melvin Udall è un personaggio del film del 1997 Qualcosa è cambiato, diretto da James L. Brooks.